# Bio Aï Traoré
Bio Aï Traoré (Porto Novo, 9 giugno 1985) è un ex calciatore beninese, di ruolo difensore.

## Carriera

### Club
Ha sempre giocato nel campionato beninese.

### Nazionale
Con la maglia della Nazionale ha esordito nel 2007, in quella che è stata la sua prima e ultima partita con la Selezione del proprio paese.